# Mário Pais de Oliveira
Mário Pais de Oliveira, também conhecido por Padre Mário de Oliveira ou Padre da Lixa (Lourosa, Santa Maria da Feira, 8 de Março de 1937 – Penafiel, 24 de fevereiro de 2022) foi um presbítero, filósofo, teólogo, jornalista e escritor português, de formação católica, mas aderente do Jesuísmo.

## Biografia
O Padre Mário (também conhecido por Padre Mário da Lixa, pelo facto de ter sido pároco de Macieira da Lixa) ficou conhecido por, antes da Revolução do 25 de Abril, ter criticado duramente a guerra colonial, vindo a ser perseguido pela PIDE e julgado por duas vezes em Tribunal Plenário.
Foi professor de Religião e Moral no Liceu Normal D. Manuel II e foi enviado como capelão para a guerra colonial, onde se confrontou com os dramas pessoais dos soldados e com a ocupação colonial.
Quando foi levado a tribunal, durante a ditadura, começou por ter apoio de vastos sectores progressistas, mas o bispo D. António Ferreira Gomes acabou por lhe retirar a paróquia, em face das suas posições menos ortodoxas.
O Padre Mário manteve sempre uma ligação a meios progressistas da Igreja Católica (mas não só, já que assume uma postura ecuménica), ainda que alguns destes meios se situem nas franjas dessa igreja, e nem sempre sejam reconhecidos. A sua visão filosófica e religiosa ligam-no sem dúvida ao Jesuísmo e ao Anarquismo cristão.
Destaca-se, em particular, a sua actividade de jornalista, como director do jornal "Fraternizar", que ainda continua a publicar-se.
A Comunidade que dirigiu, em torno de Lourosa, teve relevância no apoio à democratização da América Latina, e as actividades desenvolvidas em Portugal de solidariedade com esses povos durante os anos 70 e 80 do século passado, em que estavam submetidos a ferozes ditaduras.
Em abril de 1999 publicou em Portugal pela Editora Campo das letras o livro "Fátima nunca mais" e conseguiu oito edições em 12 meses. Padre Mário de Oliveira tenta desfazer o mito e apresenta provas que desmentem as aparições de Fátima. Refere que a utilização de Jacinta Marto, Francisco Marto e Lúcia de Jesus dos Santos numa suposta aparição de Nossa Senhora de Fátima, em 1917, arruinou a vida das três crianças. Padre Mário de Oliveira acusa também o clero de Ourém e a Igreja Católica de ter abusado psicologicamente das 3 crianças, a ponto de duas delas terem morrido de pneumonia por estarem fracas devido aos jejuns religiosos, e de terem enfiado a sobrevivente num convento.

### Morte
Tendo sofrido um grave acidente de viação, a 26 de Janeiro de 2022, em Macieira da Lixa, o Padre Mário de Oliveira, a poucos dias de fazer 85 anos, faleceu, a 24 de Fevereiro do mesmo ano, no Hospital de Penafiel.

## Obras
Da vastíssima produção literária, com mais de cinquenta livros dados ao prelo, destacam-se os seguintes:
- Evangelizar os pobres (Editora Figueirinhas, 1969); 
- Chicote no Templo (Afrontamento, 1973); 
- Mas à África, Senhores, Por que lhes Dais Tantas Dores (Campo das Letras, 1997);
- Fátima Nunca Mais (Campo das Letras, 1999); 
- Nem Adão e Eva, Nem Pecado Original (Campo das Letras, 2000);
- Que fazer com esta Igreja (Campo das Letras, 2001); 
- Em Memória Delas, Livro de Mulheres (Campo das Letras, 2002); 
- E Deus disse: do que eu gosto é de política, não de religião (Campo das Letras, 2002);
-  Com Farpas. Mas com Ternura (Ausência, 2003);
-  Ouvistes o Que Foi Dito aos Antigos. Eu, Porém, Digo-vos (Campo das Letras, 2004);
-  Canto(s) nas Margens (Ausência, 2005);
-  O Outro Evangelho Segundo Jesus Cristo (Campo das Letras, 2005); 
- Em Nome de Jesus (Editora Arca das Letras, 2005);  
- Na Companhia de Jesus e de Ateus. Livro dos Actos sec. XXI (Edição de Autor, 2005);
-  O Outro Evangelho Segundo Jesus Cristo (Campo das Letras, 2005); 
- Quando a Fé Move Montanhas (Editorial Magnólia, 2008); 
- Novo Livro do Apocalipse ou da Revelação (Areias Vivas, 2009);
-  Fátima, S. A. (Seda Publicações, 2015); 
- A Bíblia ou Jesus (Seda Publicações, 2017);
-  O Evangelho no Pretório (Seda Publicações, 2018); 
- Jesus, Segundo os 4 Evangelhos em 5 Volumes (Seda Publicações, 2019) e
- Do Mítico Cristo da Fé ao Jesus Histórico (Seda Publicações, 2021).

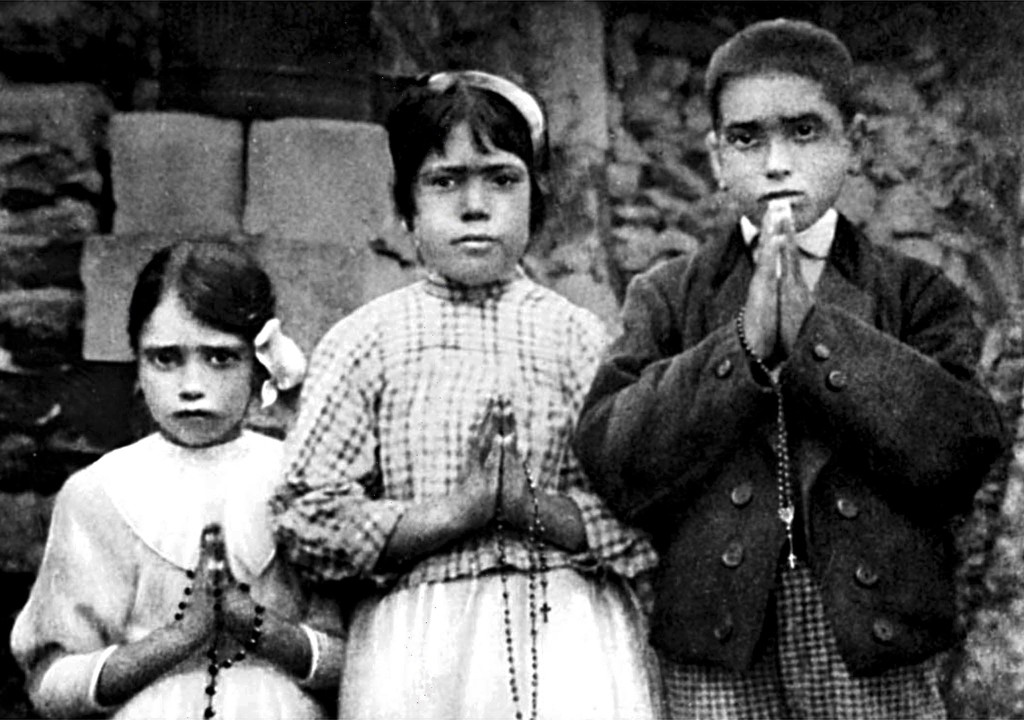
Lúcia (aos dez anos de idade, no meio) e seus dois primos: Francisco (nove anos) e Jacinta Marto (sete anos) segurando seus rosários

## Livros sobre o Padre Mário de Oliveira
- Subversão ou Evangelho? (Peças do 1º julgamento no Plenário do Porto), Dr. José da Silva, Advogado
- Subversão ou Evangelho? - II parte (Peças do 1º julgamento no Plenário do Porto), Dr. José da Silva, Advogado
- O Segundo Julgamento do Padre Mário, Edição de um grupo de jornalistas